# Bijelo dugme
Bijelo dugme (deutsch Weißer Knopf) war eine jugoslawische Rockband aus Sarajevo, Bosnien und Herzegowina. Bandleader und Gitarrist war Goran Bregović. Bijelo dugme galt allgemein als die populärste Band des sozialistischen Jugoslawiens.

## Geschichte
Bijelo dugme wurde 1974 offiziell gegründet, obwohl die Mitglieder der Standard-Besetzung, Gitarrist Goran Bregović, Sänger Željko Bebek, Schlagzeuger Ipe Ivandić, Keyboarder Vlado Pravdić und Bassgitarrist Zoran Redžić, bereits unter dem Namen Jutro aktiv waren.
Das 1974 erschienene Debütalbum der Band, Kad bi bio bijelo dugme, brachte ihnen mit ihrem vom Balkan-Folk beeinflussten Hardrock-Sound landesweite Popularität. Die zukünftigen Veröffentlichungen der Band, mit ähnlichem Sound, behielten ihre große Beliebtheit bei, die von den Medien als „Dugmemania“ bezeichnet wurde, und die Arbeit der Band, insbesondere ihre symphonischen Balladen mit poetischen Texten, wurde auch von den Kritikern viel gelobt.
In den frühen 1980er-Jahren, als die jugoslawische New-Wave-Szene entstand, bewegte sich die Band in Richtung New Wave, blieb aber weiterhin eine der beliebtesten Bands des Landes. Nach dem Ausstieg von Bebek im Jahr 1983 wurde die Band von Sänger Mladen Vojičić „Tifa“ begleitet, mit dem die Band aber nur ein selbstbetiteltes Album aufgenommen hat. Alen Islamović, der letzte Sänger der Band, trat der Band 1986 bei, und mit ihm nahm Bijelo dugme zwei weitere Alben auf. Mit den wachsenden Spannungen in Jugoslawien löste sich die Band 1989 auf.
Zu einem vielbeachteten Revival der Gruppe Bijelo dugme kam es im Jahre 2005. Drei Konzerte, die in den Hauptstädten Bosnien und Herzegowinas (Sarajevo – 15. Juni 2005), Kroatiens (Zagreb – 22. Juni 2005) und Serbiens (Belgrad – 28. Juni 2005) gespielt wurden, versammelten die meisten der ehemaligen Mitglieder der Band, so auch die drei ehemaligen Sänger. Ins Koševo-Stadion in Sarajevo kamen 65.000 Fans, nach Zagreb ins Maksimir kamen über 70.000 Fans. Das Abschlusskonzert im Belgrader „Hipodrom“ sahen 250.000 Menschen.
Zu den großen Hits der Gruppe gehören „Doživjeti stotu“, „Đurđevdan“, „Ima neka tajna veza“, „Tako ti je mala moja kad ljubi Bosanac“, „Lipe cvatu“, „Hajdemo u planine“, „Ako ima Boga“, „Sanjao sam noćas da te nemam“, „Nakon svih ovih godina“, „Ružica si bila“, „Ćiribiribela“, „Selma“, „Padaju zvijezde“ und viele mehr.

## Diskografie

### Studioalben
| Jahr | Titel                                                 | Deutsche Übersetzung                                 | Sänger                |
| ---- | ----------------------------------------------------- | ---------------------------------------------------- | --------------------- |
| 1974 | Kad bi' bio bijelo dugme Erstes Studioalbum           | Wenn ich ein weißer Knopf wäre                       | Željko Bebek          |
| 1975 | Šta bi dao da si na mom mjestu Zweites Studioalbum    | Was würdest du dafür geben, an meiner Stelle zu sein | Željko Bebek          |
| 1976 | Eto! Baš hoću! Drittes Studioalbum                    | So! Jetzt will ich's erst recht!                     | Željko Bebek          |
| 1979 | Bitanga i princeza Viertes Studioalbum                | Der Taugenichts und die Prinzessin                   | Željko Bebek          |
| 1980 | Doživjeti stotu Fünftes Studioalbum                   | Den Hundertsten erleben                              | Željko Bebek          |
| 1983 | Uspavanka za Radmilu M. Sechstes Studioalbum          | Wiegenlied für Radmila M.                            | Željko Bebek          |
| 1984 | Bijelo dugme Siebtes Studioalbum                      | weißer Knopf                                         | Mladen „Tifa“ Vojičić |
| 1986 | Pljuni i zapjevaj moja Jugoslavijo Achtes Studioalbum | Spuck aus und singe, mein Jugoslawien                | Alen Islamović        |
| 1988 | Ćiribiribela Neuntes Studioalbum                      | Ćiribiribela                                         | Alen Islamović        |

### Live-Alben
| Jahr | Titel                                                      | Deutsche Übersetzung                     | Sänger                                    |
| ---- | ---------------------------------------------------------- | ---------------------------------------- | ----------------------------------------- |
| 1977 | Koncert kod Hajdučke česme Erstes Livealbum                | Konzert beim Hajduken Brunnen            | Željko Bebek                              |
| 1981 | 5. april '81 Zweites Livealbum                             | 5. April '81                             | Željko Bebek                              |
| 1987 | Mramor kamen i Željezo Drittes Livealbum                   | Marmor, Stein und Eisen                  | Alen Islamović                            |
| 2005 | Turneja 2005 – Sarajevo, Zagreb, Beograd Viertes Livealbum | Tournee 2005 – Sarajewo, Zagreb, Belgrad | Ž. Bebek, A. Islamović, M. „Tifa“ Vojičić |

### Kompilationen
- 1982: Singl ploče 1974–1975
- 1982: Singl ploče 1976–1980
- 1994: Ima neka tajna veza
- 1994: Sanjao sam noćas da te nemam – Velike rock balade
- 1994: Rock & Roll – Najveći hitovi
- 1995: Iz sve snage

### Singles (Auswahl)
| - 1974: Ne spavaj mala moja muzika dok svira - 1975: Tako Ti Je Mala Moja Kad Ljubi Bosanac - 1975: Da sam pekar - 1975: Ima neka tajna veza - 1976: Sanjao Sam Noćas Da Te Nemam - 1979: Bitanga i princeza - 1979: Na Zadnjem Sjedistu Moga Auta - 1980: Doživjeti stotu - 1983: Ako možeš zaboravi - 1983: Uspavanka Za Radmilu M. - 1984: Lipe Cvatu, Sve Je Isto K'o I Lani - 1984: Za Esmu - 1984: Meni Se Ne Spava | - 1984: Da Te Bogdo Ne Volim - 1984: Lažeš - 1984: Jer kad ostariš - 1984: Lipe cvatu, sve je isto k'o i lani - 1984: Padaju zvijezde - 1986: Hajdemo U Planine - 1986: Ružica Si Bila, Sada Više Nisi - 1986: A i ti me iznevjeri - 1988: Đurđevdan Je, Al' Ja Nisam Sa Onom Koju Volim (Original: Ederlezi) - 1988: Napile Se Ulice - 1988: Nakon svih ovih godina - 1988: Ako ima Boga - 1988: Evo, Zakleću Se |